# Aleksandra Antonova
Pour les articles homonymes, voir Antonova.
Aleksandra Viktorovna Antonova (en russe : Александра Викторовна Антонова ; née le 24 mars 1980 à Moscou) est une athlète russe, spécialiste du 100 mètres haies.

## Biographie
En 2007, Aleksandra Antonova remporte la médaille d'argent sur 60 mètres haies lors des championnats d'Europe en salle, avec un temps de 7 s 94. Elle est devancée par la Suédoise Susanna Kallur (7 s 87).

### Palmarès
| Date | Compétition                    | Lieu       | Résultat | Épreuve     | Performance |
| ---- | ------------------------------ | ---------- | -------- | ----------- | ----------- |
| 2006 | Championnats d'Europe          | Göteborg   | 6e       | 100 m haies | 12 s 93     |
| 2006 | Coupe du monde des nations     | Athènes    | 6e       | 100 m haies | 13 s 12     |
| 2007 | Championnats d'Europe en salle | Birmingham | 2e       | 60 m haies  | 7 s 94      |
| 2008 | Championnats du monde en salle | Valence    | 5e       | 60 m haies  | 8 s 02      |
| 2011 | Championnats d'Europe en salle | Paris      | 6e       | 60 m haies  | 8 s 00      |

### Records
| Épreuve                    | Performance | Lieu               | Date                           |
| -------------------------- | ----------- | ------------------ | ------------------------------ |
| 60 mètres haies (en salle) | 7 s 93      | Le Pirée Stuttgart | 24 février 2007 5 février 2011 |
| 100 mètres haies           | 12 s 78     | Toula              | 15 juillet 2006                |